# Ува I
Ува́ I — станция Ижевского отделения Горьковской железной дороги, железнодорожный вокзал посёлка Ува Увинского района Удмуртской Республики. Расположен в центральной части посёлка, на Станционной улице. Открыт в 1947 году.
Станция осуществляет продажу пассажирских билетов, приём и выдачу багажа, а также грузовые операции. Вокзал станции совмещен с автовокзалом посёлка Ува.

## История
История Увы берёт своё начало в 1924 году. Основанная как посёлок лесозаготовителей, Ува изначально планировалась как грузовая железнодорожная станция. Спустя 3 года железная дорога связала строящийся посёлок с Ижевском. Так с 1927 года Ува становится одной из конечных станций узкоколейной Увинско-Узгинской железной дороги. Железная дорога сразу же начала играть важнейшую роль в экономической жизни посёлка: именно по ней отправлялись в столицу Удмуртии добываемые здесь лес и торф.
Великая Отечественная война дала новый импульс развитию и железнодорожной ветки, и станции. Уже в первые месяцы войны значительно возрос поток грузов из западных районов Удмуртской АССР, главным образом, леса и сельскохозяйственных продуктов. Для ускорения доставки грузов было принято решение о строительстве железной дороги от Увы к западной границе Удмуртии — до реки Кильмезь. К строительству приступили весной 1942 года. На объекте трудились тысячи человек, в 1944 году дорога была сдана в эксплуатацию. К этому же времени существующая дорога до Ижевска была реконструирована на широкую колею.
В самой Уве были построены железнодорожное депо и склад топлива. В 1947 году открывается обновлённая станция.
В 1975 году станция Ува получает новое имя — Ува I.

## Пассажирское следование по станции
Пригородные железнодорожные перевозки со станции осуществляются пассажирской компанией «Содружество». По состоянию на 2024 год станция обслуживает поезда, следующие до Ижевска. Сама станция является конечной для пригородного поезда Ижевск — Ува. Поезда отправляются со станции 1 раз в день (в летний период по выходным — 2 раза в день).
Также с автовокзала, расположенного на территории станции Ува I, отправляются пригородные автобусы до Глазова, Ижевска, Сарапула, Можги и других населенных пунктов Удмуртии и Увинского района.
Кроме того, рядом со станцией расположена остановка общественного транспорта «Вокзал», через которую следуют городские автобусы № 1, 2, 3, 7.